# Francisco de Salinas
Francisco de Salinas, född 1513 i Burgos, död 1590 i Salamanca, var en spansk musikskriftställare.
Salinas uppehöll sig 23 år i Rom, var senare organist hos vicekungen av Neapel och från 1567 professor i musik vid Salamancas universitet. Trots att han var blind sedan elva års ålder hade han uppnått omfattande kunskaper, också inom det filosofiska och matematiska området. Hans huvudverk är De musica libri septem (1577), i vilket särskilt hans behandling av rytmiken är av historiskt intresse.